# Tiñarumbe
Tiñarumbe es un caserío peruano ubicado en el distrito de Santo Domingo, perteneciente a la provincia de Morropón del departamento de Piura, al norte del Perú. 

## Ubicación
Tiñarumbe se ubica al norte de la provincia de Morropón, en el distrito de Santo Domingo, en el departamento de Piura.

## Demografía
En 2017 Tiñarumbe tenía una población de 224 habitantes.
| Gráfica de evolución demográfica de Tiñarumbe entre 1993 y 2017 |
|                                                                 |
| Fuentes: Población 1993 y 2017                                  |